# كوروريبي
كوروريبي (بالبرتغالية: Coruripe‏) هي بلدية تقع في البرازيل في ألاغواس. يقدر عدد سكانها بـ 52,160 نسمة ومساحتها 912,716 كم2 وترتفع عن سطح البحر 16 متر.